# Дулово
Дулово (болг. Дулово) — город в Болгарии. Находится в Силистренской области, входит в общину Дулово. Население составляет 7191 человек (2022).

## Политическая ситуация
Кмет (мэр) общины Дулово — Митхат Мехмед Табаков (Движение за права и свободы (ДПС)) по результатам выборов.